# Musée de l'Air et de l'Espace

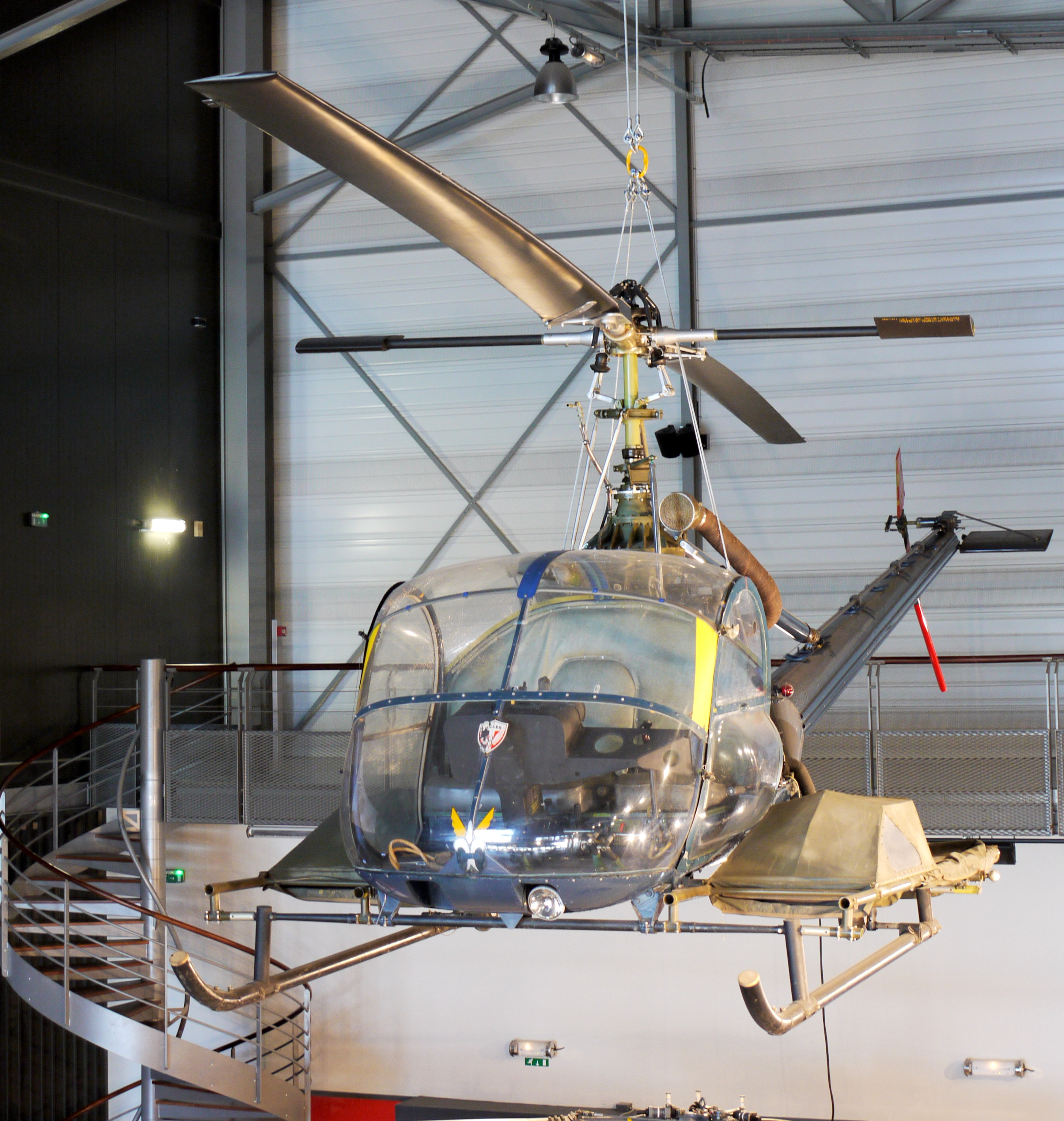
Tidigare fransk militär Medevac-helikopter av typ Hiller 360

Musée de l'Air et de l'Espace i Le Bourget utanför Paris är ett museum för flyg- och rymdteknik. Det är det äldsta och ett av de största i världen.
En del av utställningen är inrymd i hallar, varav det viktigaste är ”Grande Galerie”. De minst ömtåliga planen är i det fria. Museet har dessutom mer än 150 flygplan sydväst om flygplatsen.